# Tarehuicho
Tarehuicho är en ort i Mexiko.   Den ligger i kommunen Morelia och delstaten Michoacán de Ocampo, i den södra delen av landet, 250 km väster om huvudstaden Mexico City. Tarehuicho ligger 2 155 meter över havet och antalet invånare är 124.
Terrängen runt Tarehuicho är huvudsakligen kuperad, men åt sydost är den platt. Runt Tarehuicho är det tätbefolkat, med 476 invånare per kvadratkilometer. Närmaste större samhälle är Quiroga, 14,5 km söder om Tarehuicho. I omgivningarna runt Tarehuicho växer huvudsakligen savannskog.